# يوهانس شتيل
يوهانس شتيل (بالألمانية: Johannes Steel)‏ هو صحفي ألماني، ولد في 3 أغسطس 1908 في إلبرفيلد في ألمانيا، وتوفي في 30 نوفمبر 1988.